# Tegenaria
Tegenaria é um género de aranhas pertencente à família Agelenidae, caracterizadas por serem pelas suas grandes dimensões, rapidez de movimentos e pela sua característica cor castanha. A sua área de distribuição natural estende-se por todo o hemisfério norte, com excepção do Japão e da Indonésia. O género Tegenaria inclui as maiores espécies de aranhas tecedoras de funil conhecidas, entre as quais Tegenaria atrica, Tegenaria parietina e Tegenaria duellica, espécies cujas fêmeas atingem, respectivamente, os 17, 18 e 20 mm de comprimento corporal. Algumas espécies deste género, nomeadamente Tegenaria agrestis, são consideradas como capazes de infligir mordeduras causadoras de necrose em humanos.

## Taxonomia
O género é considerado parte de um complexo específico que inclui as aranhas mediterrânicas do género Malthonica.  Alguns autores incluem algumas espécies em Malthonica, enquanto outros as classificam como Tegenaria. Em geral consideram-se 102 espécies no género, entre as quais se destacam pela sua relevância nas interacções com as populações humanas:
- Tegenaria agrestis
- Tegenaria atrica
- Tegenaria domestica
- Tegenaria duellica
- Tegenaria parietina
- Tegenaria saeva